# Schloss Lustbühel

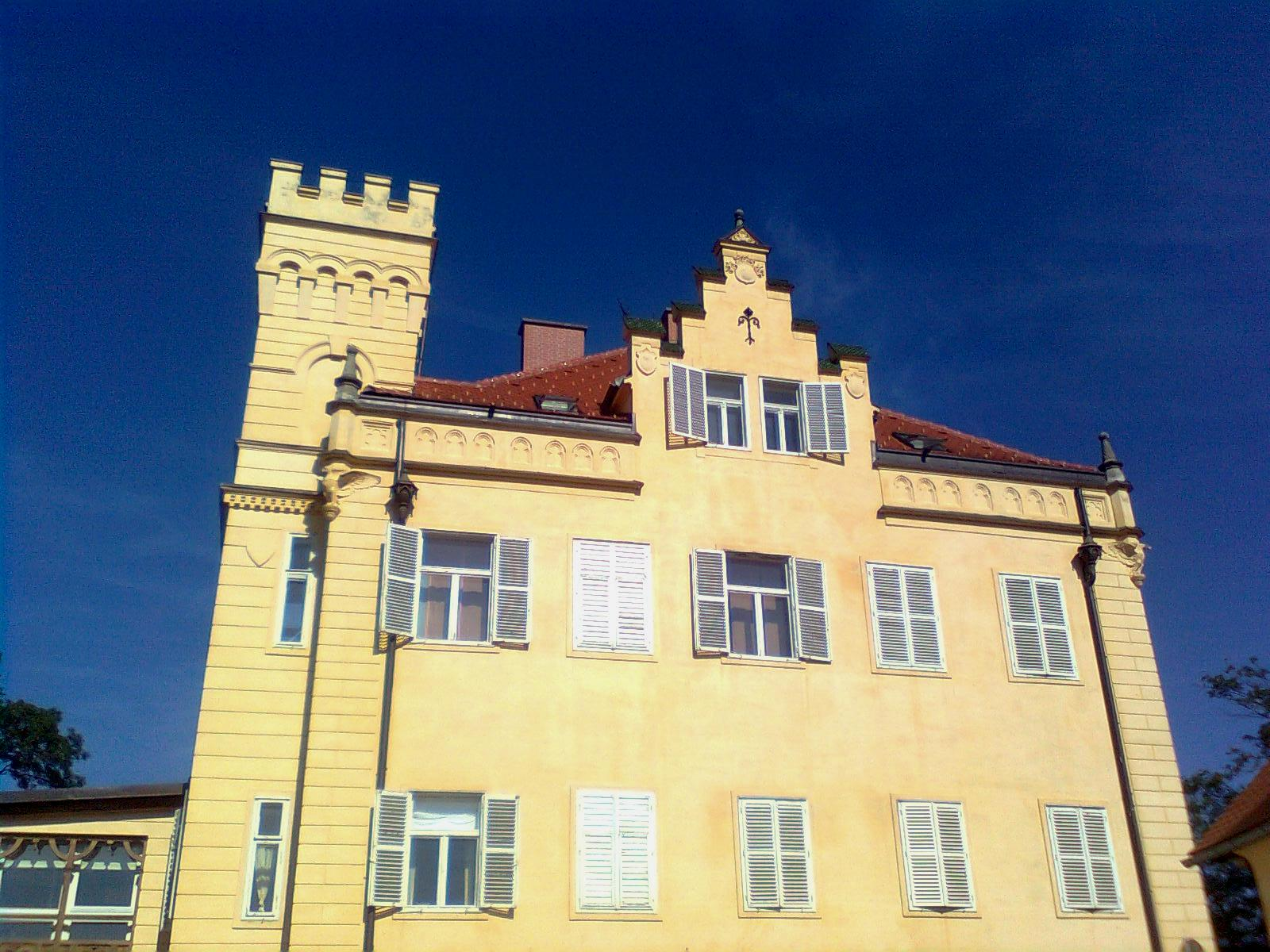
Schloss Lustbühel

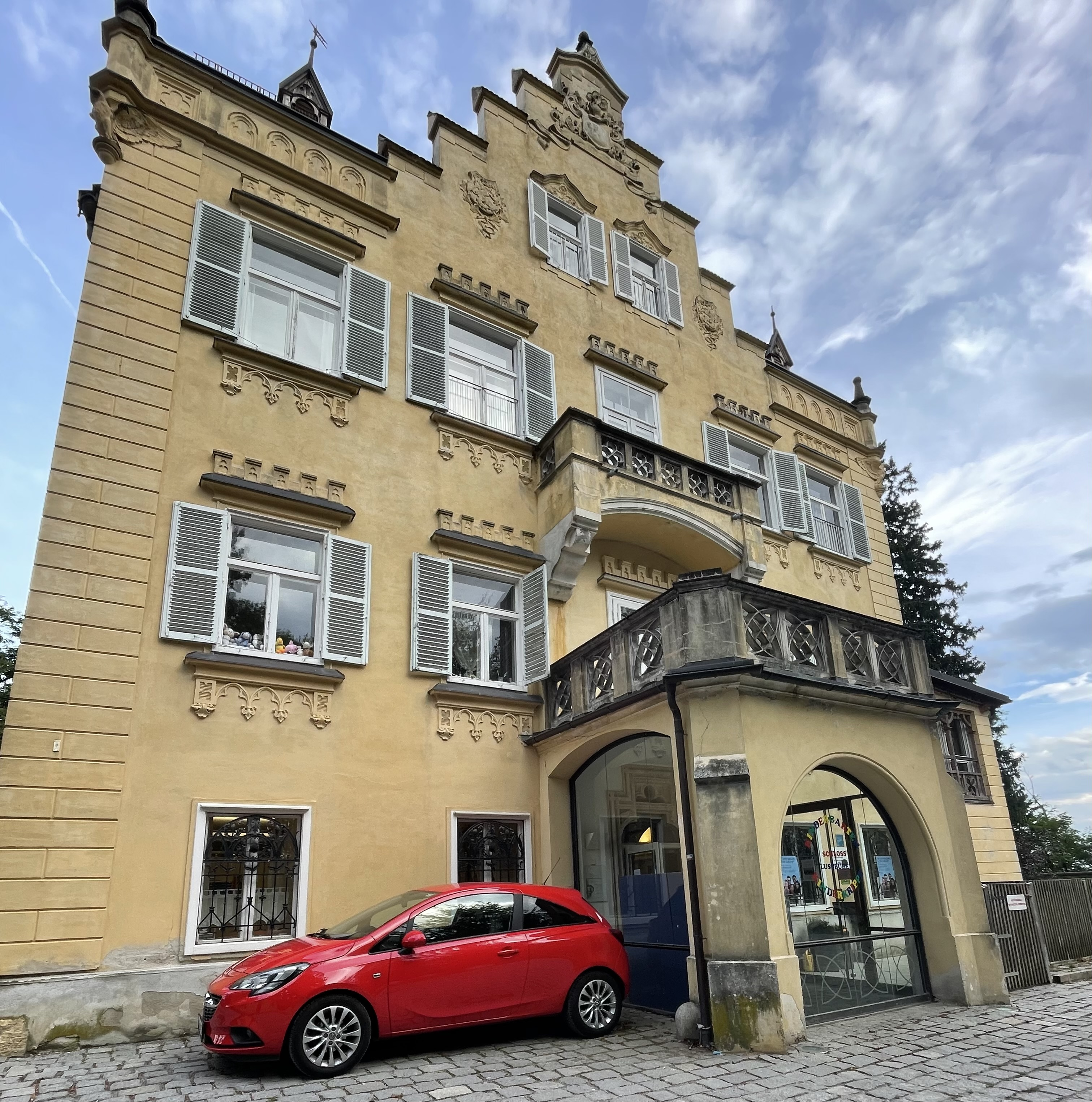
Vorderseite

Das Schloss Lustbühel ist ein Schloss im neunten Grazer Stadtbezirk Waltendorf. Es steht unter Denkmalschutz (Listeneintrag).

## Geschichte und Gestaltung
Das frühbarocke Schloss befindet sich am Grazer Lustbühel, wobei Bühel Hügel bedeutet. Vor seiner Errichtung stand ein Gut an diesem Ort. Es wurde in der ersten Hälfte des 17. Jahrhunderts erbaut und zu einem Adelssitz erhoben. Ein genaues Datum ist heute nicht mehr erhalten. Nach Umbauten in der ersten Hälfte des 18. Jahrhunderts, im 19. Jahrhundert und 1907 erhielt das Schloss durch historistische Bauelemente ein neues Aussehen. 
Der Baukörper weist späthistoristisch-neogotische Stilformen auf. Besonders sind die Treppengiebel, das Stabwerkportal und der mit Zinnen bekrönte Turm im Südosten. Die schmiedeeisernen Fenstergitter stammen ebenfalls aus dem Jahr 1907. Zum Schloss Lustbühel gehört ein zweischiffiges Vestibül mit neoromanischen Marmor-Rundpfeilern. Die Sandstein-Kriegerbüsten an den Torpfeilern stammen aus dem frühen 18. Jahrhundert.
Ab 1947 verfügte das Grazer Jugendamt über das Schloss und richtete darin ein Kleinkinder- und Kindererholungsheim für 3- bis 6-jährige Kinder ein. Heute ist in den Räumlichkeiten unter anderem ein Kindergarten untergebracht.